# Chùa Phụng Sơn

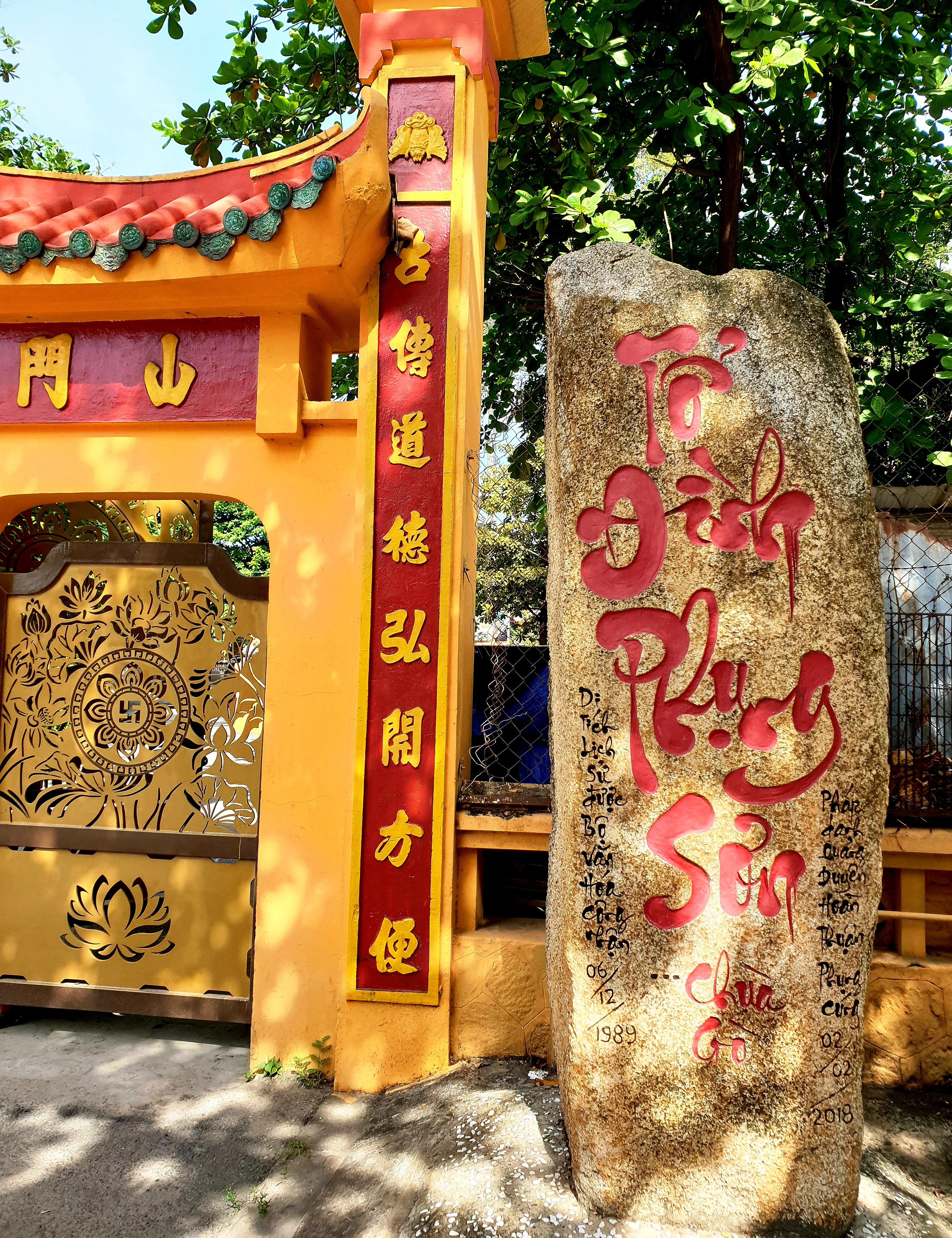
Cổng vào chùa Phụng Sơn (chùa gò)

Chùa Phụng Sơn, tên chữ là Phụng Sơn Tự, còn có tên là chùa Gò, tọa lạc ở số 1408 Đường 3 tháng 2, phường 2, quận 11, Thành phố Hồ Chí Minh, Việt Nam. Ngôi cổ tự này đã được xếp hạng là "Di tích lịch sử văn hóa cấp Quốc gia" vào ngày 16 tháng 11 năm 1988.

## Kiến trúc

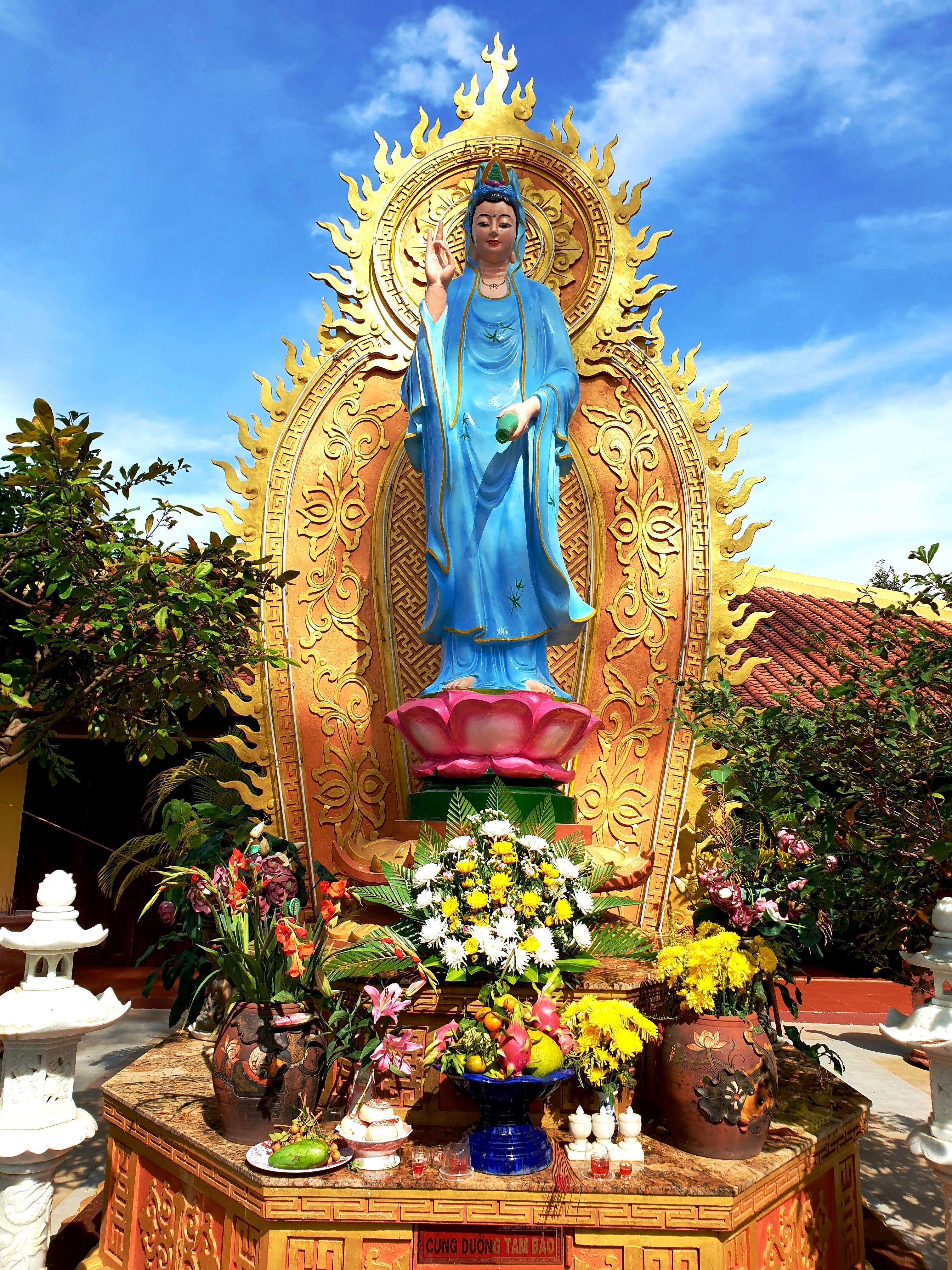
Đài Quan Âm

## Chú thích

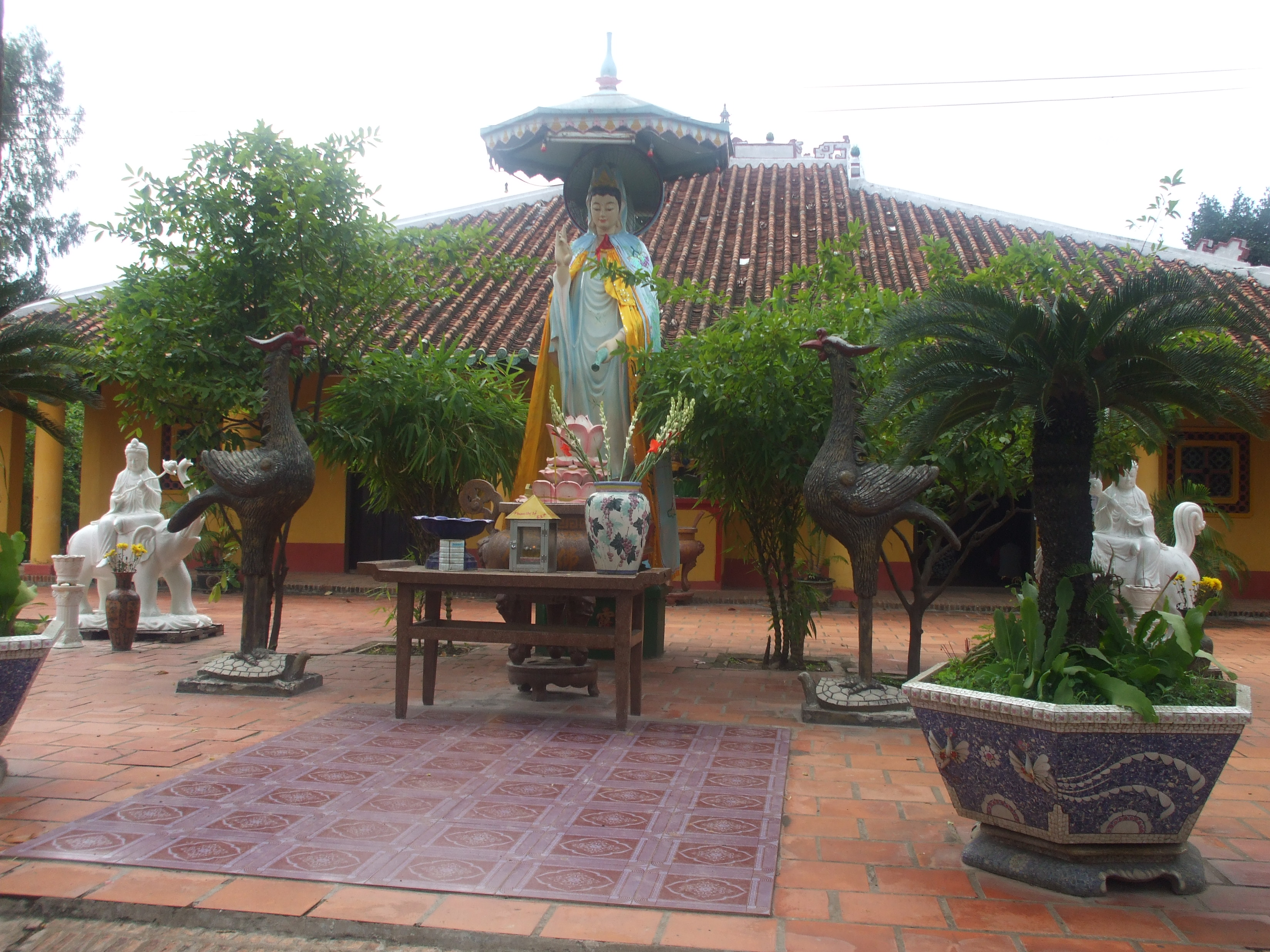
Chùa Phụng Sơn

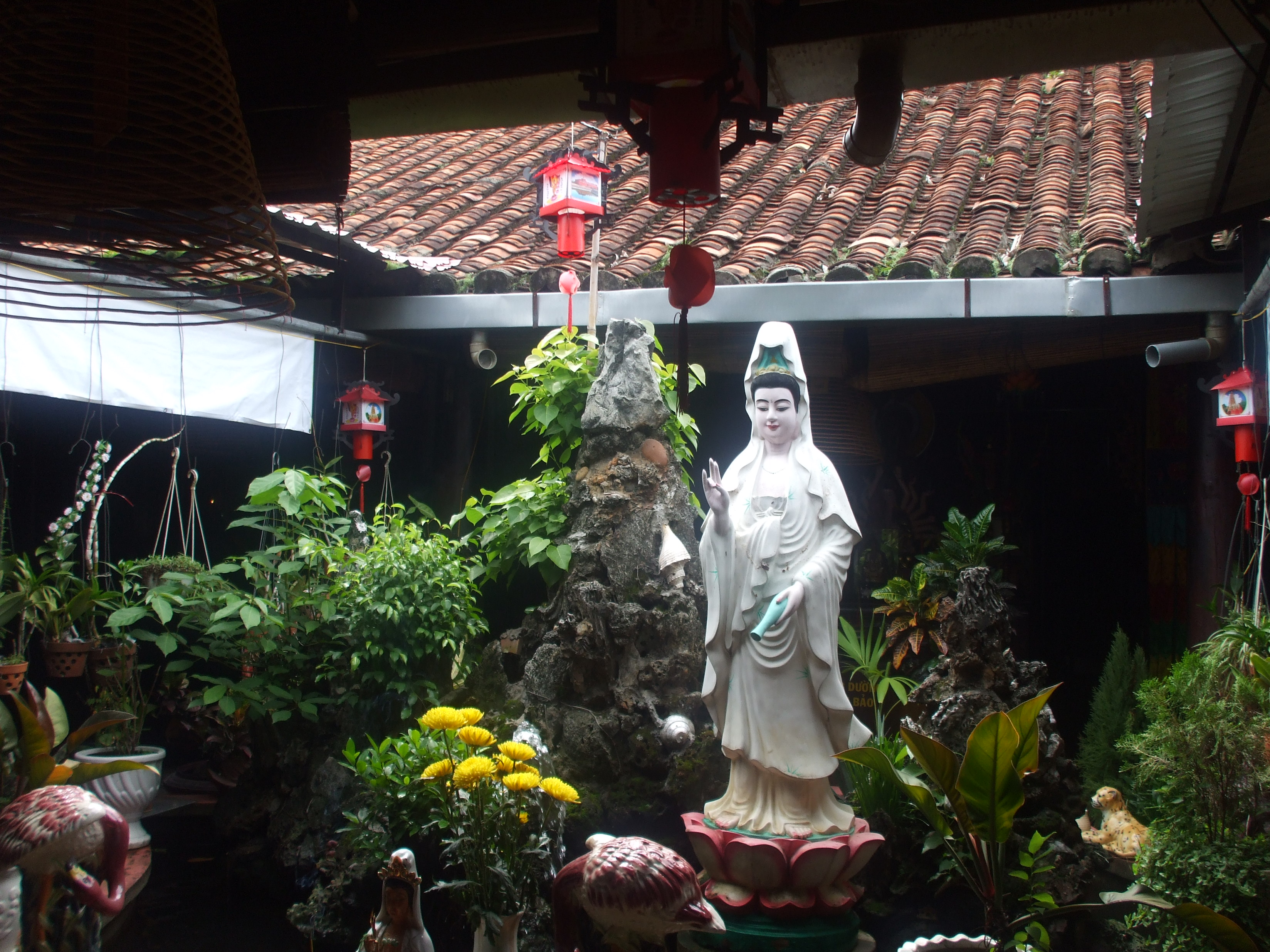
Sân lộ thiên bên trong chùa Phụng Sơn

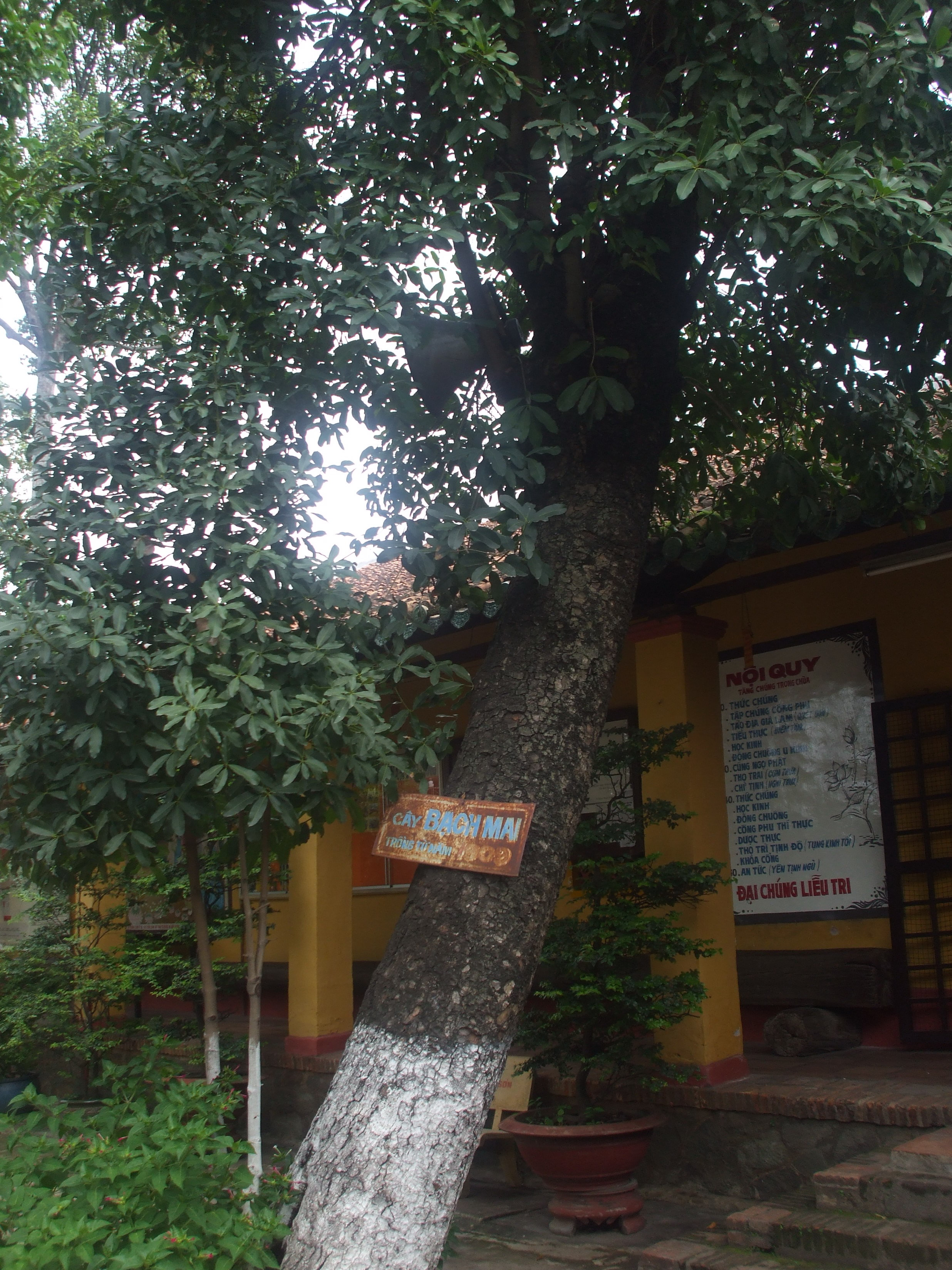
Cây mai già được trồng vào năm 1909